# Discoxenus latiabdominalis
Discoxenus latiabdominalis – gatunek chrząszcza z rodziny kusakowatych i podrodziny rydzenic.

## Taksonomia
Gatunek ten opisali po raz pierwszy w 2015 roku Taisuke Kanao i Munetoshi Maruyama na łamach „Zootaxa”. Jako lokalizację typową wskazano okolice Angkor Wat w kambodżańskiej prowincji Siĕm Réab. Epitet gatunkowy oznacza po łacinie „szerokoodwłokowa”. W obrębie rodzaju Discoxenus tworzy wraz z D. cambodiensis grupę gatunków D. latiabdominalis.

## Morfologia
Chrząszcz o wydłużonym ciele długości od 2,6 do 2,8 mm i szerokości od 1 do 1,2 mm, błyszczącym, ubarwionym głównie pomarańczowobrązowo. Dłuższa niż szeroka głowa ma zaokrąglony nadustek, lekko wklęśniętą przednią krawędź wargi górnej, mały i zaokrąglony ząbek na prawej żuwaczce, krótką bródkę z około 60 porami i przedbródek z około 40 porami. Na przedpleczu rośnie około 90 szczecinek makroskopowych. Poprzeczne pokrywy skąpo porastają żółte szczecinki. Odwłok ma terigty rzeźbione porami. Tergity od trzeciego do siódmego mają po sześć szczecinek makroskopowych, a tergit ósmy cztery szczecinki makroskopowe w dwóch parach na tylnej krawędzi. Sternity od trzeciego do siódmego mają na tylnych krawędziach od sześciu do dwunastu szczecinek makroskopowych, a te od czwartego do szóstego pośrodkowych szereg od czterech do dziesięciu szczecinek makroskopowych. Ósmy sternit ma pięć par szczecinek makroskopowych i na przedzie jest gęsto pokryty drobnymi porami. Genitalia samicy cechują się wierzchołkową częścią spermateki dwukrotnie szerszą niż jej część nasadowa i tak samo jak ona długą. Genitalia samca odznaczają się szerokim, pięciokrotnie szerszym od kondylitu paramerytem, dużą kapsułą nasadową płata środkowego edeagusa oraz trzema szczecinkami na sklerycie woreczka welarnego.

## Ekologia i występowanie
Owad ten jest termitofilem zasiedlającym gniazda termitów z gatunku Odontotermes maesodensis.
Gatunek orientalny, endemiczny dla Kambodży, znany z kilku stanowisk w prowincji Siĕm Réab.